# Myckle
Myckle är en tätort i Skellefteå kommun, cirka fem kilometer från Skellefteå centrum.

## Historia
Myckle, som förr skrevs Mykell, Mykele och Mykiäll, är en gammal jordbruksbygd. 1543 utgjordes den av sju hemman. Albrecht på Myckle 3 och hans son oskadliggjorde rövarna på Finnforsberget under början av 1500-talet. Enligt Ulf Lundström kan Albrecht vara inflyttad från Tyskland.
År 1941 kraschade ett av Nazitysklands flygplan, det så kallade Myckleplanet, på Frängsmoren utanför Myckle.  

### Befolkningsutveckling
| Befolkningsutvecklingen i Myckle 1960–2020 | Befolkningsutvecklingen i Myckle 1960–2020 | Befolkningsutvecklingen i Myckle 1960–2020 | Befolkningsutvecklingen i Myckle 1960–2020 | Befolkningsutvecklingen i Myckle 1960–2020 |
| ------------------------------------------ | ------------------------------------------ | ------------------------------------------ | ------------------------------------------ | ------------------------------------------ |
|                                            |                                            |                                            |                                            |                                            |
| År                                         |                                            |                                            | Folkmängd                                  | Areal (ha)                                 |
| 1960                                       | 1960                                       |                                            | 441                                        |                                            |
| 1965                                       | 1965                                       |                                            | 392                                        |                                            |
| 1970                                       | 1970                                       |                                            | 326                                        |                                            |
| 1975                                       | 1975                                       |                                            | 286                                        |                                            |
| 1980                                       | 1980                                       |                                            | 266                                        |                                            |
| 1990                                       | 1990                                       |                                            | 269                                        | 67                                         |
| 1995                                       | 1995                                       |                                            | 333                                        | 69                                         |
| 2000                                       | 2000                                       |                                            | 350                                        | 70                                         |
| 2005                                       | 2005                                       |                                            | 343                                        | 70                                         |
| 2010                                       | 2010                                       |                                            | 355                                        | 69                                         |
| 2015                                       | 2015                                       |                                            | 416                                        | 106                                        |
| 2020                                       | 2020                                       |                                            | 436                                        | 103                                        |
|                                            |                                            |                                            |                                            |                                            |

## Idrott
Myckle IK har en ungdomsverksamhet inom fotbollen med faciliteter på Rickvalla med omnejd. Herrarnas A-lag spelar i division 4, medan damerna spelar i division 1.